# Saad Lamjarred
Saad Lamjarred (în arabă: سعد لمجرد; n. 7 aprilie 1985, Rabat, Maroc) este un cântăreț, dansator, compozitor, actor și producător de muzică marocan.

## Discografie

### Albume
- Wala Aalik (2013)

### Single-uri
- Waadini (2009)
- Ba7eb Elli Byekrahni (2012)
- L'Mmima (2012)
- Salina Salina (2012)
- Mal Hbibi Malou (2013)
- Enty (2014)
- Lm3allem (2015)
- Ana Machi Sahel (2016)
- Ghaltana (2016)
- Let Go (2017)
- Ghazali (2018)
- Ya Allah (2018)
- Casablanca (2018)
- Baddek Eih (2018)
- Njibek Njibek (2019)

### Colaborări
- Enty (feat. DJ Van)
- Wana Ma'ak (feat. Asmaa Lamnawar)
- Aaziz ou Ghali (feat. Bachir Abdou)
- Ya Ensan (feat. Salah Alkurdi)
- Sa'aa Saaida (feat. Sofia Mountassir)